# 1613
1613 (MDCXIII) fue un año común comenzado en martes según el calendario gregoriano.

## Acontecimientos
- Comienza la colonización inglesa en la India.
- El obispo Fernando de Trejo y Sanabria funda la Universidad Nacional de Córdoba.
- 21 de febrero: Miguel I es elegido como Zar por el parlamento, con lo cual se inicia la dinastía de los Romanov.
- 3 de marzo: Comienza a reinar en Rusia la dinastía de los Romanov, en la persona del joven Miguel.
- 28 de octubre - embajada Keichō: Hasekura Tsunenaga parte en el Date Maru con una misión diplomática japonesa a la Santa Sede, viajando primero a Acapulco en Nueva España; a esto le siguió pronto un acuerdo entre Tokugawa Ieyasu y la Compañía de las Indias Orientales, permitiendo a los comerciantes ingleses vivir y comerciar con Japón.

## Arte y literatura
- William Shakespeare
  - Enrique VIII
  - Los dos nobles caballeros
  - Cardenio (Perdida).
  - El nacimiento de Merlín (Apócrifa).
- Miguel de Cervantes Saavedra publica sus Novelas Ejemplares.
- Luis de Góngora y Argote publica Soledades

## Nacimientos
- Claudio Perrault, arquitecto francés.

## Fallecimientos
- 22 de octubre: Mathurin Régnier, poeta francés.
- 6 de diciembre: Anton Praetorius, teólogo alemán (n. 1560)
- Lupercio Leonardo de Argensola, escritor español.
- Jerónimo de Ayanz, inventor de la primera máquina de vapor moderna.